# Nepalanura paranuroides
Genre
Espèce
Nepalanura paranuroides, unique représentant du genre Nepalanura, est une espèce de collemboles de la famille des Neanuridae.

## Distribution
Cette espèce se rencontre en Himalaya.

## Publication originale
- Yosii, 1966 : Collembola of Himalaya. Journal of the College of Arts and Sciences Chiba University Natural Sciences Series, vol. 4, no 4, p. 461-531.